# Pugny
Pugny är en kommun i departementet Deux-Sèvres i regionen Nouvelle-Aquitaine i västra Frankrike. Kommunen ligger i kantonen Moncoutant som tillhör arrondissementet Parthenay. År 2018 hade Pugny 230 invånare.

## Befolkningsutveckling
Antalet invånare i kommunen Pugny
| Referens: INSEE |